# 日岡兼三
日岡 兼三（ひおか けんぞう、1946年2月 - 2003年8月19日）は、日本の画家、美術教育者。

## 来歴
1946年2月、日岡金助、五月雨子 (つゆこ）夫婦の三男として、満洲の吉林省新京市に生まれる。同年9月に帰国し、1952年には徳島県日和佐町（2006年より美波町）の日和佐小学校に入学したが、1954年からは父の両親が移住していた宮崎県で暮らした。1958年に宮崎市立大宮中学校入学、1961年に宮崎県立宮崎農業高等学校に入学。父が病に倒れたため、高校在学中から家業を手伝った。
本格的に絵画を目指したのは20歳代後半からで、1972年、26歳の時に二宮勝憲が講師を務める青木画廊の絵画教室に通い始め、1974年からは末原晴人に師事した。
1982年、36歳の時より日岡絵画教室を主宰。公民館での絵画講座がきっかけで、40歳で妻の美穂と結婚した。2001年の正月に、空港展を開催。その頃から体調を崩し、医師から肺癌を宣告されたが、延命治療を希望しなかった。2003年春には左目に転移し、視力が侵されデッサンが困難になったことから、やむなく絵画教室を閉める決断をした。
2003年8月19日、死去。失明は免れ、亡くなる２日前まで制作を行っていた。

## 作品
初期の作品は、師事していた末原や、傾倒していたエゴン・シーレの影響がみられたが、兼三が33歳の時に大阪で教職に就いていた弟が死去。その後はマーブリングや紙を焼くなど偶然の要素を採り入れたり、モノトーンに鮮烈な赤を配するなど表現が精鋭化した。アトリエには鳥の骸が保管され、写実画を描いた。
教え子の一人に漫画家の東村アキコがおり、絵画教室での日岡との日々が東村の自伝的漫画作品『かくかくしかじか』で描かれた。同作は2025年に実写映画化され、日岡（作中の役名は日高 健三）役は大泉洋が演じた。